# Aplidiopsis mammillata
Aplidiopsis mammillata är en sjöpungsart som beskrevs av Kott 1992. Aplidiopsis mammillata ingår i släktet Aplidiopsis och familjen klumpsjöpungar. Inga underarter finns listade i Catalogue of Life.